# Tanz der Zuckerfee

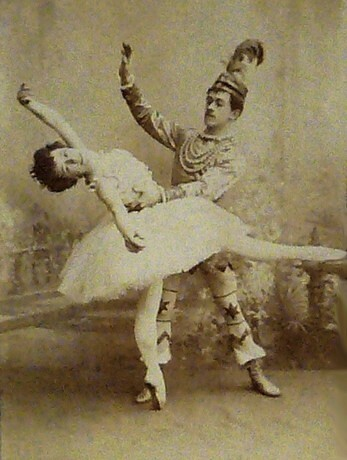
Postkarte mit Olga Iossifowna Preobraschenskaja als Zuckerfee und Nikolai Legat als Prinz Coqueluche (Prinz Keuchhusten)

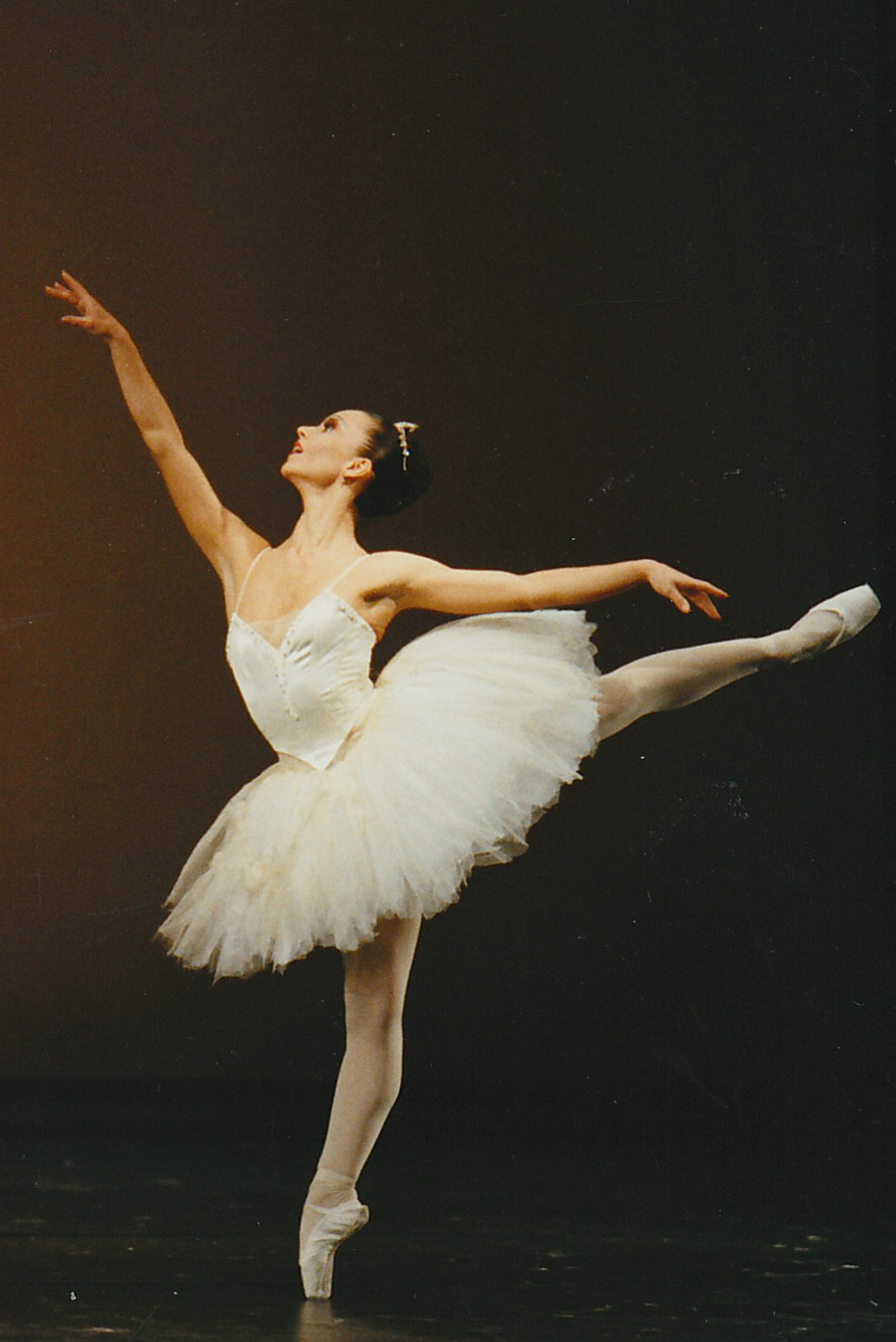
Natalie Böck als moderne Zuckerfee

Der Tanz der Zuckerfee ist ein bekanntes Stück aus dem Ballett Der Nussknacker (op. 71, dort Nr. 14, Var. 2) von Pjotr Iljitsch Tschaikowski, das am 18. Dezember 1892 uraufgeführt wurde. Es erklingt gegen Ende des zweiten Akts, eines Divertissements, und ist als solistischer Teil eines Pas de deux konzipiert. Die Melodie wird vor allem von einer Celesta intoniert, einem Instrument, das erst durch diesen Tanz einem breiteren Publikum bekannt wurde. Der Tanz der Zuckerfee ist auch Bestandteil der Konzertsuite Nussknacker-Suite (op. 71a, dort Nr. 3), die noch vor dem Ballett erschien und im Gegensatz zu diesem sofort ein Erfolg für Tschaikowski wurde.

## Geschichte
Ursprünglich waren im Ballett die Rollen der Clara, des Mädchens, das in der Weihnachtsnacht die Geschichte vom Nussknacker und dem Mausekönig träumt, und der Zuckerfee voneinander getrennt. Erst in der Inszenierung von Alexander Alexeyevich Gorsky mit dem Moskauer Bolschoi-Ballett, 1919, wurden die Rollen vereint, ebenso die des Nussknackers und des Prinzen. Außerdem tanzten seitdem in der Regel Erwachsene statt jugendlicher Ballettschüler die Partien. Erste Zuckerfee der Uraufführung von 1892 im St. Petersburger Mariinski-Theater war die italienische Tänzerin Antonietta Dell’Era, die zur Kompanie der Berliner Königlichen Hofoper gehörte und öfter in Russland gastierte. Sie bemängelte, dass der Auftritt der Zuckerfee zu kurz sei, und erreichte in späteren Aufführungen für sich eine Erweiterung durch einen zusätzlichen Tanz, einer Gavotte, die nicht von Tschaikowski stammte, sondern vom Komponisten Alfons Czibulka.
Der Tanz der Zuckerfee gab zunächst neuen jungen Tänzerinnen die Möglichkeit, ihre erlernte Kunst, Pirouetten, Spitzentanz und ihre Persönlichkeit dem Publikum vorzuführen. Das war besonders in Russland der Fall. In Amerika wurde die Sugar Plum Fairy bald zu einem Archetyp der klassischen Ballerina. Das Kostüm der Tänzerin war von Anfang an und ist auch heute, statt des zur Entstehungszeit um 1890 sonst meist üblichen Ballettkleids mit einem das Knie bedeckenden Rock, ein kurzes und weit abstehendes Teller-Tutu, bei dem die Beine vollständig sichtbar sind. Die Zuckerfee ist nicht die einzige, aber eine der bekanntesten Ballettfiguren im kurzen Tutu (wie alte Fotos zeigen, trug schon Carlotta Brianza in der Uraufführung von Dornröschen 1890 ein ähnlich geschnittenes Tutu).
Ende des 20. Jahrhunderts gab es ausgehend von den USA einige feministische Autorinnen, die die Darstellung der Zuckerfee im kurzen Rock als nicht „zeitgemäß“ empfanden und bezüglich der Körperlichkeit der Ballerinen und der Dominanz der meist männlichen Ballettdirektoren und ihrer Vorstellungen hinterfragten.

## Inhaltliche Einbindung
Tschaikowskis Ballett Der Nussknacker basiert auf der Handlung von E. T. A. Hoffmanns Märchen Nussknacker und Mausekönig, allerdings in den Überarbeitungen von Alexandre Dumas und dem Librettisten Marius Petipa. Tschaikowskis Werk enthält also sowohl deutsche als auch französische Elemente. Das Ambiente und die Namen sind im Original französisch und stimmen in ihrer Bedeutung teilweise nicht ganz mit den Namen überein, die sich im Deutschen eingebürgert haben. So heißt die Zuckerfee bei Petipa-Tschaikowski Fée Dragée, was eigentlich eher als „Bonbon-“ oder „Konfekt-Fee“ verstanden werden kann; der Prinz heißt entweder Orgeat (= Mandelmilch) oder (meistens) Coqueluche, was zwar wörtlich „Keuchhusten“, aber im übertragenen Sinne „Schwarm“ oder „Liebling“ bedeutet, also ungefähr als „Traumprinz“ übersetzt werden kann.
Der Tanz der Zuckerfee ist in die Szenen auf dem Zauberpalast von Konfitürenburg eingebettet. Auf dem Schloss findet ein Fest statt, das den Sieg des aus Zinnsoldaten bestehenden Nussknackerheeres über die Truppen des Mausekönigs feiert. Es werden Tänze aus verschiedenen Ländern aufgeführt. Dann erscheinen in Claras Traum der Nussknacker (als Prinz) und Clara (als Zuckerfee), die einen langen, mehrteiligen Pas de deux tanzen, zu dem die beiden Soli Tarantella des Prinzen und der Tanz der Zuckerfee gehören.

## Musikalische Struktur
Abgesehen von der Nussknackersuite, wo der Tanz der Zuckerfee zusammen mit einigen anderen Charaktertänzen als Einzelstück erscheint, ist er also innerhalb des Balletts, formal gesehen, nur ein etwa zweieinhalb-minütiges Teilstück eines großen Pas de deux, welcher aus einer Einleitung für den Prinzen und die Fee (Andante maestoso; G-Dur; C-Takt), zwei sogenannten Solo-Variationen und einer Coda (Vivace assai; D-Dur; 2/4) besteht. In der Partitur wird der Tanz der Zuckerfee als Variation II. Pour la Danseuse („für die Tänzerin“) bezeichnet, ähnlich wie die unmittelbar zuvor erklingende Variation I. Pour le Danseur („für den Tänzer“). Die letztere ist eine lebhafte Tarantella in h-moll im 6/8-Takt, die Prinz Coqueluche solo tanzt. Für die Zuckerfee sieht Tschaikowski zunächst ein mäßig langsames Andante non troppo im geraden ²/₄-Takt vor, dessen Charakter sehr zart, geistvoll und ätherisch ist – wahrhaft „feenhaft“. Die Tonart des Stückes ist e-Moll, die Melodik teilweise chromatisch gefärbt, die Harmonik sehr gewählt und raffiniert. Das Tempo verwandelt sich gegen Ende des Stückes zu einem temperamentvollen Presto, das der Tänzerin erlaubt, wirbelnde Drehungen zu tanzen; in der Nussknackersuite fehlt hingegen diese Presto-Coda.
Das Stück hat grundsätzlich eine dreiteilige Liedform mit kurzer Einleitung und Coda (= Presto), also: Einl.-A-B-A'-C. Dabei ist die Wiederholung des A-Teils in Instrumentierung und Satz deutlich variiert.
Eingeleitet wird das Stück von vier Takten, die die Streicher pizzicato, also gezupft, spielen, bevor die Celesta mit dem sechzehntaktigen A-Teil beginnt. Dieser besteht aus einer regelmäßigen Periode von jeweils 16 Takten Länge, die klar in einen 8-taktigen Vorder- und Nachsatz gegliedert sind, wobei die ersten vier Takte von Vorder- und Nachsatz melodisch identisch sind.

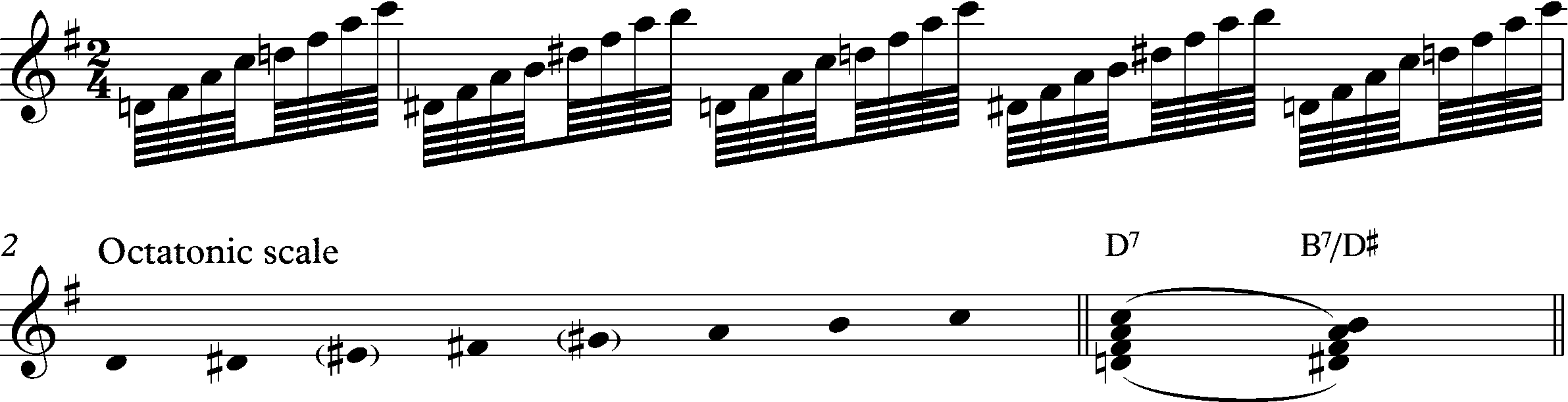
Die charakteristischen Arpeggien der Celesta am Ende des B-Teils

Der B-Teil ist zweigeteilt: Einem melodiösen ersten Teil von acht Takten, bei dem die Celesta in den Hintergrund tritt, folgt ein ebenso langer zweiter Teil mit dem Charakter einer solistischen Überleitung für die Celesta, die gegen Ende in fortissimo gespielte schnelle Arpeggien mündet. Danach wird der A-Teil wiederholt, wobei die bekannte Melodie eine Oktave höher erklingt, auch die Streicher-Begleitung ist abgewandelt und wird nicht mehr pizzicato, sondern „a punto d'arco“, d. h. mit der Spitze des Bogens, ausgeführt (aber weiterhin pianissimo), wodurch ein trockenerer Klang entsteht als bei normal gestrichener Bogenführung.
Die abschließende Presto-Coda erstreckt sich über 32 Takte; ihre Grundmelodie aus regelmäßigen Viertelnoten kreist gewissermaßen um sich selber. Die Instrumentierung ist etwas fülliger als zuvor (Holzbläser), die Streicher wieder pizzicato.

## Instrumentierung
Geprägt wird das Stück außer von dem durchsichtigen Pizzicato-Klang der Streicher vor allem von der solistisch geführten Celesta, einem Stahlplattenklavier mit Hammermechanik und einem an ein Glockenspiel erinnernden Klang. Der Komponist schrieb, dieses Instrument sei eine Kombination „zwischen einem kleinen Klavier und einem Glockenspiel, mit einem Ton von göttlicher Schönheit“. Der Tanz der Zuckerfee ist eine der ersten Kompositionen, die dieses Instrument als Teil des Orchesters verwenden, und ist bis heute das bekannteste Stück des klassischen Repertoires für Celesta. Für den Fall, dass kein solches Instrument verfügbar ist, erlaubt Tschaikowski auch die Interpretation des Celesta-Solos auf dem Klavier. Die Celesta wird als Melodieinstrument verwendet, hat aber stellenweise auch schnelle aufsteigende Arppeggien zu spielen.
Die ausgesprochen raffinierte und durchsichtige Instrumentation des begleitenden Orchesters sieht neben den meistens pizzicato geführten Streichern als Holzblasinstrumente drei große Flöten, zwei Oboen, Englischhorn, zwei Klarinetten in A, eine Bassklarinette in B und zwei Fagotte vor. An Blechblasinstrumenten fordert Tschaikowski vier Hörner in F. Die übrigen Blechbläser (Trompeten, Posaunen und Tuba), die Harfen sowie das Schlagwerk setzen aus. Die meisten Bläser werden nur vorübergehend und sehr zurückhaltend eingesetzt.
Der Streicherapparat ist für das Stück stark verkleinert auf je vier erste und zweite Violinen, vier Bratschen, vier Violoncelli und zwei Kontrabässe. Neben der Celesta nimmt zu Beginn die Bassklarinette eine wichtige solistische Rolle ein, die die glockenhelle Melodiestimme in der Tiefe durch das Motiv einer schnellen absteigenden Tonfolge einer Quinte ergänzt, die nach jedem Teil der Melodie als Überleitung erklingt (später unter anderem von den A-Klarinetten gespielt). In dem leicht gespannt und geheimnisvoll wirkenden B-Teil hört man vom Englischhorn gespielte Seufzerfiguren zu einer absteigenden und von triolisch pochenden Tonrepetitionen geprägten Melodiefolge der Bratschen.

## Adaptionen
Die große Beliebtheit des Stückes zeigt sich in zahlreichen Bearbeitungen und Transkription für die unterschiedlichsten Instrumente.
- In einer Sequenz des Disney-Zeichentrickfilms Fantasia aus dem Jahr 1940 erscheint die Musik zur Untermalung eines Feentanzes.[13]
- Der Danse de la fée dragée wurde im deutschsprachigen Raum beispielsweise auf Märchenschallplatten des Labels Europa verwendet.[14] Es findet sich unter anderem in der Vertonung der Märchen Die Prinzessin auf der Erbse oder Der fliegende Koffer von Hans Christian Andersen in einer Aufnahme aus der Langspielplatte Tschaikowsky – Ballett-Musik des Norddeutschen Symphonieorchesters Hamburg, dirigiert von Wilhelm Schüchter.[15]
- Im Album That’s Christmas To Me der amerikanische A-cappella-Gruppe Pentatonix ist der Dance of the Sugar Plum Fairy enthalten.[16]
- Das Weihnachtsalbum Oi to the World! von 1996 der Punkrockband The Vandals enthält ebenfalls eine Adaption der Zuckerfee im Song Dance of the Sugarplum Fairies[17]

## Einspielungen (Auswahl)
Es gibt zahlreiche Einspielungen von dem gesamten Ballett und der Nussknackersuite, in denen der Tanz der Zuckerfee enthalten ist.
Langspielplatten:
- Nussknacker-Suite, op. 71a Tanz der Zuckerfee – Russischer Tanz. Electrola Gesellschaft m.b.H., Nowawes und Berlin – Aufnahme des Philadelphia Orchestras, Dirigent: Leopold Stokowski
- Suite a. d. Ballett „Der Nußknacker“, op. 71a II. Charaktertänze: b) Tanz der Zuckerfee – c) Trepak (russ. Tanz) – d) Arabischer Tanz – Aufnahme der Münchner Philharmoniker, Dirigent: Fritz Lehmann

Compact Discs:
- Peter Iljitsch Tschaikowsky: Der Nußknacker-Suite op.71a – Slowakische Aufnahme des Slovak Philharmonic Orchestras, Kammerorchester Conrad von der Goltz, Dirigent: Libor Pešek
- Tchaikovsky*, Karajan*, Wiener Philharmoniker – Ballet Suites Decca Records, Juli 1999 – Wiener Philharmoniker, Dirigent: Herbert von Karajan

## Weblink
- Partitur des Balletts Der Nussknacker / Casse Noisette (Danse de la Fée-Dragée), S. 451 im International Music Score Library Project